# Smolnica (Stary Sambor)
Smolnica (ukr. Смільниця) – historyczna część miasta Starego Sambora na Ukrainie, w obwodzie lwowskim, w rejonie samborskim, nad Dniestrem.
Współczesna ulica Sadowa to główna osnowa dawnej wsi Smolnica.

## Historia
Smolnica to dawna wieś położona 3 km na północ od centrum Starego Miasta (Starego Sambora). Smolnica (Dolna i Górna) stanowiła dawniej odrębną gminę jednostkową w powiecie staromiejskim Królestwa Galicji i Lodomerii. W 1855 liczyła 136 mieszkańców. W II RP nie figuruje już jako samodzielna gmina, lecz jako część Starego Sambora.
Po wojnie wraz ze Starym Samborem włączona do Związku Radzieckiego (Ukraińskiej SRR).